# Vidrnica
Vidrnica je potok, ki izvira v bližini vasi Vače pri Litiji, na južnih pobočjih Zasavske gore in se vzhodno od Litije kot levi pritok izliva v reko Savo.